# Desmognathus brimleyorum
Desmognathus brimleyorum (tên tiếng Anh: Ouachita Dusky Salamander) là một loài kỳ giông thuộc họ Plethodontidae. Đây là loài đặc hữu của Hoa Kỳ. Môi trường sống tự nhiên của chúng là sông ngòi và sông có nước theo mùa.